# Feraxinia jemjemensis
Feraxinia jemjemensis is een vlinder uit de familie van de uilen (Noctuidae). De wetenschappelijke naam van deze soort is voor het eerst voorgesteld door Bernard Laporte in een publicatie uit 1984.
De soort komt voor in Ethiopië.